# Modularidad (informática)
La modularidad es, en programación modular y más específicamente en programación orientada a objetos, la propiedad que permite subdividir una aplicación en partes más pequeñas (llamadas módulos), cada una de las cuales debe ser tan independiente como sea posible de la aplicación en sí y de las partes restantes.
Al igual que la encapsulación, los lenguajes soportan la Modularidad de diversas formas. La modularidad debe seguir los conceptos de acoplamiento y cohesión.
Según Bertrand Meyer: «El acto de particionar un programa en componentes individuales para reducir su complejidad en algún grado… A pesar de particionar un programa es útil por esta razón, una justificación más poderosa para particionar un programa es que crea una serie de límites bien definidos y documentados en el programa. Estos límites, o interfaces, son muy valiosos en la comprensión del programa».
Por su parte Bárbara Liskov establece que la «modularización consiste en dividir un programa en módulos que pueden ser compilados de forma separada, pero que tienen conexiones con otros módulos».